# Preben Meulengracht Sørensen
Preben Meulengracht Sørensen född den 1 mars 1940, död den 21 december 2001, var en dansk litteraturforskare, litteraturkritiker, författare, lektor och professor. 

## Biografi
Preben Meulengracht Sørensen var lektor vid Islands universitet i fyra år från 1966 och lektor vid universitetet i Århus från 1970. Från 1994 till 1999 var han professor i nordisk filologi vid Oslo Universitet. Han skrev en följd av betydelsefulla verk om nordisk medeltidslitteratur, bland annat Saga og samfund (1977) och Fortælling og ære (1993). I åtta år (1990–1998) var han Danmarks repræsentant i kommittén för Nordiska rådets litteraturpris. Han var litteraturkritiker i Jyllandsposten. Strax före sin blev han hedersdoktor vid Islands universitet.

## Betydelse
Han erkändes som banbrytande eftersom han i tvärvetenskapliga studier kombinerade nordisk filologi med litteraturhistoria och historia. Han ansågs ha en ovanlig förmåga att förmedla kunskap till den breda allmänheten på en hög akademisk nivå.